# Иодид молибдена(IV)
Иодид молибдена(IV) — неорганическое соединение, 
соль металла молибдена и иодистоводородной кислоты с формулой MoI4,
чёрные кристаллы,
не растворяется в воде.

## Получение
- Восстановление хлорида молибдена(V) иодоводородом:

{\displaystyle {\mathsf {2MoCl_{5}+10HI\ {\xrightarrow {}}\ 2MoI_{4}+I_{2}+10HCl}}}

## Физические свойства
Иодид молибдена(IV) образует чёрные кристаллы,
слабо растворимые в воде.

## Химические свойства
- Разлагается при нагревании:

{\displaystyle {\mathsf {2MoI_{4}\ {\xrightarrow {100^{o}C}}\ 2MoI_{3}+I_{2}}}}